# Tragedi på en lantkyrkogård
Tragedi på en lantkyrkogård är en kriminalroman av Maria Lang (pseudonym för Dagmar Lange), utgiven första gången 1954 på bokförlaget Norstedts. Romanen har översatts till danska, norska och finska.

## Handling
Puck Bure (som berättar historien i jag-form), hennes man Einar och Pucks far, professor Johannes Ekstedt, har kommit för att tillbringa julhelgen hos Johannes bror Tord, som är kyrkoherde i en liten landsortsförsamling i Västmanland där han bor tillsammans med sin elvaåriga, moderlösa dotter Lotta och hushållerskan Hjördis. 
I trakten bor också handelsmannen Arne och dennes vackra fru Barbara, den myndiga änkan Tekla med dottern Susann, handelsmannens försupne medhjälpare Connie (som vikarierar som kyrkvaktmästare), den fjolliga ungmön Frideborg och den rebelliske ynglingen Mårten. 
På julaftonen försvinner plötsligt Arne - och hittas senare död i sin egen butik. Dags att tillkalla kommissarie Christer Wijk, som får mycket att göra, ty det visar sig att trakten inte bara hyser en mördare, utan också en silvertjuv.

## Huvudkaraktärer
- Puck och Einar Bure, äkta makar, han historiker.
- Johannes Ekstedt, professor från Uppsala.
- Tord Ekstedt, hans yngre bror, kyrkoherde i Västlinge och Kila.
- Lotta Ekstedt, Tords elvaåriga dotter, med livlig fantasi.
- Hjördis Holm, prästgårdens husföreståndarinna.
- Arne Sandell, byns köpman.
- Barbara Sandell, Arnes hustru.
- Frideborg Janson, giftaslysten ungmö i församlingen.
- Connie Lundgren, bråkig expedit och vikarierande kyrkvaktmästare.
- Tekla Motander, änkedisponentska.
- Susann Motander, hennes dotter.
- Mårten Gustafsson, ung rebellisk man med motorcykel.
- Christer Wijk, kriminalkommissarie, Einars barndomsvän.

## Filmatiseringar
Romanen filmatiserades 1960, som När mörkret faller, i regi av Arne Mattsson, med bland andra Nils Asther
Karl-Arne Holmsten och Elsa Prawitz. År 2013 regisserades en ny version av Christian Eklöw och Christopher Panov, med bland andra Tuva Novotny, Ola Rapace och Reuben Sallmander.